# Dood van Kris Kremers en Lisanne Froon
De dood van Kris Kremers en Lisanne Froon betrof de verdwijning en het overlijden van twee jonge Nederlandse vrouwen begin april 2014 in Panama. De zaak kreeg zowel nationaal als internationaal veel media-aandacht en werd later onderwerp van een boek en een tv-documentaire.

## Achtergrond
Kris Kremers (21) en Lisanne Froon (22) groeiden op in Amersfoort. Kremers werd beschreven als een open, creatieve en verantwoordelijk persoon, terwijl Froon werd beschreven als een ambitieuze, optimistische, intelligente en gepassioneerde volleybalster. Kremers had net haar studie cultureel maatschappelijke vorming met als specialisatie kunsteducatie afgerond aan de Universiteit Utrecht, terwijl Froon in Deventer was afgestudeerd in toegepaste psychologie.
Een paar weken voordat zij naar Panama afreisden, was Froon bij Kremers in een studentenhuis in Amersfoort ingetrokken. De twee vrouwen werkten samen in café/restaurant 'In den Kleinen Hap'. Ze hadden zes maanden lang geld gespaard en hadden nu een speciale vakantie in Panama van zes weken gepland, met de ambitie Spaans te leren en iets zinvols te doen voor de lokale bevolking, vooral door vrijwilligerswerk met kinderen. De reis was ook een beloning voor Froon voor het behalen van haar diploma.

## Gebeurtenissen
Kris en Lisanne kwamen op 15 maart 2014 aan in Panama. De eerste twee weken verbleven ze in Bocas del Toro, waar ze cursussen Spaans volgden en ontspanning zochten op de stranden en in nachtclubs.
Op 29 maart kwamen ze aan in Boquete, waar ze vier weken met kinderen moesten werken. Ze logeerden bij de plaatselijke bewoonster, die al enkele jaren een kamer verhuurde aan bezoekende buitenlanders en een taalleerprogramma voor hen opzette bij de plaatselijke school. Ze zouden op 31 maart aan het werk gaan op de Guardaria Aura-kleuterschool. Vanwege problemen in de schoolplanning kregen de vrouwen echter te horen dat ze over een week terug moesten komen. De vrouwen waren hierdoor zo teleurgesteld dat ze hun interesse om op deze kleuterschool te werken verloren. Bij Spanish by the River School probeerden ze een andere baan te vinden. Omdat ze onverwachts vrije tijd hadden, besloten ze die door te brengen met reizen.
Op 1 april, de dag waarop ze vermist raakten, wandelden de twee vrouwen de mistige bossen op The Pianist Hiking Trail in. Ze schreven op Facebook dat ze door Boquete gingen lopen, zonder iemand precies te vertellen waar ze heen gingen. Daarvoor zouden ze hebben ontbeten met twee jonge Nederlanders, maar volgens de getuigenis van de ober ontbeten ze alleen. Ze hadden een rugzak van Lisanne bij zich en waren licht gekleed. De politie kwam er pas achter wat ze precies hadden gedragen toen de camera in juni werd ontdekt. Van Boquete tot het begin van het El Pianista-pad namen de vrouwen een taxi. Daar stopten ze bij een restaurant aan de trailhead. Het is niet duidelijk wanneer de vrouwen aan hun reis naar boven begonnen: volgens de metadata van de foto's die ze maakten, begonnen ze El Pianista te beklimmen voordat ze werden geobserveerd door ooggetuigen, een taxichauffeur en restaurantpersoneel. Ze hadden geen gids, maar het verhaal gaat rond dat ze werden vergezeld door een huskyhond die ze in een restaurant hadden gekregen. De hond keerde echter al snel vanzelf terug. De hond bleek later op geen van de foto's van de vrouwen voor te komen. Het is daarom en wegens inconsistente getuigenissen aannemelijk dat de vrouwen alleen het wandelpad betraden.
Nadat ze vermist waren geraakt, werd er een uitgebreide en intensieve zoektocht gehouden. Enkele maanden later werden er meerdere malen lichaamsresten gevonden, die aan de twee vrouwen bleken toe te behoren.

## Onderzoek
De oorzaak van hun dood kon niet definitief worden vastgesteld, maar de Nederlandse autoriteiten die samenwerkten met forensische en zoek- en reddingsonderzoekers achtten het aanvankelijk waarschijnlijk dat de twee vrouwen, na eerst verdwaald te zijn geraakt, per ongeluk van een klif waren gevallen. Het werd echter niet volledig uitgesloten dat er misdaad in het spel was en sommigen achtten dit scenario zelfs veel waarschijnlijker.  Er was met name veel speculatie over hoe de twee hun laatste dagen doorbrachten. Algemeen werd aangenomen dat ze de eerste dagen na 1 april 2014 nog wel leefden. De Panamese autoriteiten kregen kritiek omdat ze de verdwijning verkeerd zouden hebben aangepakt. Nader onderzoek van de zaak in 2017 deed vragen rijzen over het eerste onderzoek, evenals een mogelijk verband met de moorden in het gebied. Hoewel er veel theorieën naar voren zijn gebracht over de toedracht van de zaak, is er tot op heden geen officiële doodsoorzaak vastgesteld.
De El Pianista-route maakt deel uit van het Barú National Park en ligt op 4 kilometer van de stad. Aan het begin staat het Italiaanse restaurant "Il Pianista" (in sommige publicaties over de verdwijning van Kris en Lisanne wordt het een café genoemd). Volgens de beschrijving van toeristen loopt het pad de eerste 15 minuten door de velden, daarna begint het bos, waarlangs het geleidelijk stijgt naar het uitkijkpunt (Spaans uitkijkpunt): een onontwikkeld observatiedek gelegen aan de lijn van de Amerikaanse Continental Divide. De route is ongeveer 4 kilometer lang en het duurt ongeveer 3-4 uur heen en terug. Het pad is populair bij wandelaars, maar in 2016 (twee jaar na de beschreven gebeurtenissen) verklaarde de regionale directeur van het ministerie van Milieu, Yilka Aguirre, dat El Pianista niet officieel is aangewezen als toeristisch gebied. Toeristen die het pad betreden, doen dat op eigen risico.

## Vondst van skeletresten
De ontdekking van de rugzak leidde tot nieuwe zoektochten langs de rivier de Culubre. De spijkerbroek van Kremers werd gevonden op een rots aan de overkant van de zijrivier, een paar kilometer van waar de rugzak van Froon was ontdekt. Er ging een gerucht dat de korte broek met rits netjes opgevouwen zou zijn gevonden, maar dit werd gelogenstraft door afbeeldingen van de broek die in 2021 werden gepubliceerd. Twee maanden later werden een bekken en een laars met een voet erin gevonden, dichter bij de plek waar de rugzak werd ontdekt. Al snel werden minstens 33 botten ontdekt die over een groot gebied verspreid langs de oever van de rivier lagen. DNA-testen bevestigden dat ze deels van Kremers en Froon waren, het betrof ook botten van anderen. Op Froons botten zat nog weefsel, maar de botten van Kremers leken gebleekt te zijn. Een Panamese forensisch antropoloog beweerde later dat er onder het vergrootglas geen waarneembare krassen op de botten te zien waren, noch van natuurlijke noch culturele oorsprong. Als door natuurlijke ontbinding van het lichaam nabij een rivier de botten, die zwaarder zijn dan water, naar de bodem van de rivier waren gezonken, hadden er markeringen op het bot zichtbaar moeten zijn geweest door wrijving met de rivierbodem.
Eén aan Kris Kremers toegeschreven botfragment betrof een gebleekte helft van haar bekken. Onder natuurlijke ontbinding breekt een bekken, zeker dat van een jong persoon, niet in tweeën. Verder is het niet aannemelijk dat dit door roofdieren is veroorzaakt. Het bot miste bovendien gewrichtsweefsel dat bij natuurlijke ontbinding jaren intact blijft.
Eind augustus 2014 werd op de oevers van de rivier de Culubre een stuk huid gevonden dat na forensische analyse toegeschreven kon worden aan Lisanne Froon. Dit was in een vroege staat van ontbinding, in tegenstelling tot de gevonden lichamelijke restanten van Kris Kremers.

## Boek
In 2021 publiceerden Jürgen Snoeren en Marja West het boek Lost in the Jungle: The mysterious disappearance of Kris Kremers and Lisanne Froon in Panama, gewijd aan het onderzoek van de zaak. Het boek is verschenen in het Nederlands (printversie) en Engels (Kindle-versie). In juni 2022 verscheen ook een Russische vertaling (uitgegeven door Bombora Publishing House).
De auteurs werkten bijna twee jaar aan het boek. Ze namen contact op met voormalig aanklager Betsaida Pitti, die twee hoofdstukken van het boek schreef, en kregen toegang tot 2.700 pagina's van verschillende politiedossiers, waaronder forensische rapporten. Ook namen ze contact op met privédetectives, experts op diverse gebieden en zoekmachines van de RHWW-organisatie. Ze informeerden de families van de overleden meisjes over hun werk, maar kregen geen hulp van hen. Vanwege de COVID-19-pandemie konden ze Panama zelf niet bezoeken.
De auteurs van het boek onderzochten de verschillende omstandigheden rond de dood van de twee vrouwen. Ze verwezen hiervoor naar officiële documenten, waarbij ze een aantal bekende feiten over deze zaak in twijfel trokken. Ze  maakten een eigen reconstructie van wat er zou kunnen zijn gebeurd. Daarbij verwierpen ze onder meer de verklaringen van verschillende getuigen die de meisjes naar verluidt op 1 april zouden hebben gezien, met het argument dat geen enkele getuige de kleding van de meisjes correct kon beschrijven. In plaats daarvan gingen ze uit van de chronologie van foto's en telefoongegevens.